# Yvonne van Gennip
Yvonne van Gennip (n. 1 mai 1964, Haarlem, Țările de Jos) este o sportivă neerlandeză, medaliată olimpică. A participat la 3 ediții ale Jocurilor Olimpice (1984, 1988, 1992) în care a câștigat 3 medalii de aur.